# Зиданшек, Тамара
Тамара Зиданшек (словен. Tamara Zidanšek; род. 26 декабря 1997 года в Постойна, Словения) — словенская теннисистка; победительница пяти турниров WTA (из них один в одиночном разряде); член сборной команды Словении на Кубке Федерации по теннису. Первая в истории словенка, дошедшая до полуфинала турнира Большого шлема в одиночном разряде (Открытый чемпионат Франции-2021).

## Общая информация
Начала играть в теннис в восемь лет вместе со своим отцом в рамках лыжной программы, которая летом предполагала игру в теннис.
Любимое покрытие — грунт; любимый турнир — Открытый чемпионат Австралии.

## Спортивная карьера

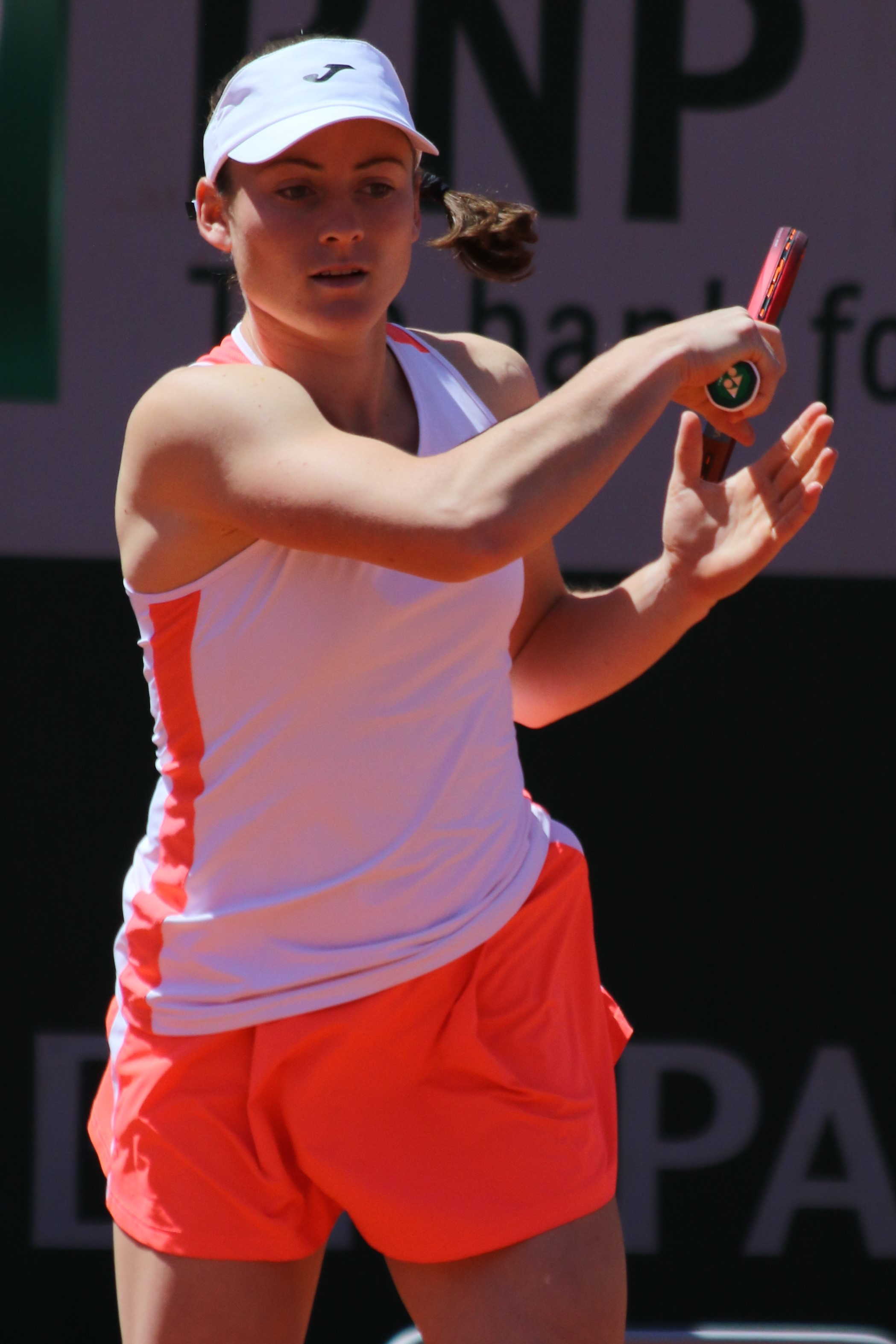
На Открытом чемпионате Франции 2021 года

На юниорском этапе карьеры Зиданшек максимально достигала 16-й строчки рейтинга среди девушек. Первый профессиональный турнир на взрослом уровне она выиграла в 2014 году у себя в Словении. В 2015 году она прибавила к этой победе ещё пять титулов в одиночном и два в парном разрядах на соревнованиях цикла ITF. Ровно такое же количество титулов она завоевала и в 2016 году, но теперь в её активе больше было побед на 25-тысячниках, чем на 10-тысячниках. К началу 2017 года, находясь во второй сотни рейтинга, Зиданшек получила право играть в квалификациях к турнирам серии Большого шлема. В апреле того же года она сыграла первый матч в составе сборной Словении в отборочном раунде Кубка Федерации, в трёх играх в одиночном разряде ей удалось одержать победы. В ноябре в Австралии она впервые выиграла 60-тысячник из цикла ITF.
В июне 2018 года Зиданшек смогла выиграть турнир младшей серии WTA 125 в Боле (Хорватия), что позволило ей подняться в топ-100 женского одиночного рейтинга. В июле она вышла в полуфинал уже в основном туре WTA — на грунтовом турнире в Москве. После шести попыток попасть через квалификацию на турнир Большого шлема на Открытом чемпионате США она совершила дебют в основной сетке, попав туда напрямую по рейтингу. В сентябре Зиданшек одержала свою первую победу в WTA туре, в парном разряде на турнире в Ташкенте вместе с сербской спортсменкой Ольгой Данилович.
На дебютном в основе Открытом чемпионате Австралии 2019 года Зиданшек вышла во второй круг, переиграв Дарью Гаврилову, однако там уступила будущей чемпионке Наоми Осаке из Японии. В феврале ей удалось доиграть до полуфинала на турнире в Хуахине, а в апреле до четвертьфинала турнире в Боготе (Колумбия). В мае она сыграла  дебютный одиночный финал в основном туре на турнире в Нюрнберге, где она в трёх сетах уступила Юлии Путинцевой. На Открытом чемпионате Франции она проиграла в первом раунде бельгийке Элизе Мертенс. После этого поражения отправилась на турнир младшей серии WTA 125 в Боле и выиграла его. На дебютном в основе Уимблдонском турнире вышла во второй раунд, а на Открытом чемпионате США проиграла хорватке Петре Мартич в первом раунде в трёх сетах. Осенью вышла в парный финал на турнире в Чжэнчжоу в партнёрстве с Яниной Викмайер.
На Открытом чемпионате Австралии 2020 года во втором раунде Зиданшек сыграла с Сереной Уильямс и проиграла ей в двух сетах. В конце февраля она вышла в 1/4 финала турнира в Акапулько. В августе после паузы в сезоне она выиграла титул в парном разряде на турнире в Палермо совместно с Аранчой Рус. В ноябре Зиданшек и Рус выиграли ещё один титул на турнире в Линце.
В апреле Зиданшек на турнире в Боготе вышла в свой второй одиночный финал в Туре, но проиграла в нём местной теннисистке Камиле Осорио в трёх сетах. На Открытом чемпионата Франции  Зиданшек, будучи 85-й ракеткой мира, в первом круге обыграла шестую сеянную Бьянку Андрееску со счётом 6-7(1), 7-6(2), 9-7, при том что Андрееску подавала на матч в третьем сете. Эта победа стала для Зиданшек первой в карьере над игроком топ-10, а также первой на «Ролан Гаррос» в одиночном разряде. Далее прошла американку Мэдисон Бренгл, а в третьем круге переиграла Катерину Синякову со счётом 0-6, 7-6(5), 6-2. В четвёртом круге победила в двух сетах Сорану Кырстю и впервые вышла в четвертьфинал турнира Большого шлема. В четвертьфинале Зиданшек в упорной борьбе победила Паулу Бадосу (7-5, 4-6, 8-6). В третьем сете при счёте 6-6 Зиданшек отыграла три брейкпойнта на своей подаче. Она стала первой представительницей Словении в 1/2 финала Большого шлема в одиночном разряде. В полуфинале Зиданшек уступила россиянке Анастасии Павлюченковой (5-7, 3-6). По итогам турнира впервые в карьере поднялась в топ-50 мирового рейтинга. В июле её ожидал новый успех, она выиграла первый одиночный титул WTA, взяв его на грунтовом турнире в Лозанне. По итогам сезона смогла войти в топ-30.
На старте сезона 2022 года Зиданшек удалось выйти в полуфинал турнира в Аделаиде, но на матч против Алисон Риск она не вышла. На Открытом чемпионате Австралии 2022 была посеяна под 29-м номером и дошла до третьего круга, где уступила Ализе Корне (6-4, 4-6, 2-6). В конце февраля поднялась на самую высокую в карьере — 22-ю позицию в одиночном рейтинге. На Открытом чемпионата Франции Зиданшек была посеяна под 24-м номером и дошла до третьего круга, где проиграла Джессике Пегуле в двух сетах. В июне она смогла выиграть первый приз на траве, став чемпионкой в парном разряде в Хертогенбосе в дуэте с Эллен Перес. До конца сезона она также смогла в парные финалы в основном туре: в июле в Лозанне и в октябре в Парме.
С 2023 года результаты Зиданшек стали ухудшаться. Она потеряла место в топ-100, в середине сезона перестала попадать напрямую на Большой шлем и чаще стала выступать на турнирах более младших категорий. В основном туре лучшими результатами стали три выхода в четвертьфинал на турнирах уровня WTA 250. В сентябре она стала победительницей турнира серии WTA 125 в Италии. В 2024 году на Больших шлемах она сыграла дважды в основной сетке. В сентябре смогла выйти в полуфинал турнира в Хуахине. В парном разряде отметилась победой на турнире WTA 125 в Мексике и двумя титулами в цикле ITF.
На Открытом чемпионате Австралии 2025 года Зиданшек смогла попасть через квалификацию, однако проиграла в первом раунде Анастасии Потаповой.

## Итоговое место в рейтинге WTA по годам
| Год  | Одиночный рейтинг | Парный рейтинг |
| 2024 | 182               | 211            |
| 2023 | 100               | 351            |
| 2022 | 87                | 52             |
| 2021 | 30                | 106            |
| 2020 | 87                | 57             |
| 2019 | 64                | 115            |
| 2018 | 70                | 180            |
| 2017 | 180               | 336            |
| 2016 | 223               | 499            |
| 2015 | 309               | 746            |
| 2014 | 741               |                |

## Выступления на турнирах

### Финалы турнировWTAв одиночном разряде (3)

#### Победа (1)
| Легенда:                      |
| ----------------------------- |
| Турниры Большого шлема (0)*   |
| Олимпиада (0)                 |
| Итоговый турнир WTA (0)       |
| Premier 5 / WTA 1000 (0)      |
| Premier / WTA 500 (0)         |
| International / WTA 250 (1+4) |

| Титулы по покрытиям | Титулы по месту проведения матчей турнира |
| ------------------- | ----------------------------------------- |
| Хард (0+2)*         | Зал (0+1)                                 |
| Грунт (1+1)         | Зал (0+1)                                 |
| Трава (0+1)         | Открытый воздух (1+3)                     |
| Ковёр (0)           | Открытый воздух (1+3)                     |

* количество побед в одиночном разряде + количество побед в парном разряде.
| №  | Дата         | Турнир             | Покрытие | Соперница в финале | Счёт           |
| 1. | 18 июля 2021 | Лозанна, Швейцария | Грунт    | Клара Бюрель       | 4-6 7-6(5) 6-1 |

#### Поражения (2)
| №  | Дата           | Турнир             | Покрытие | Соперница в финале | Счёт        |
| 1. | 25 мая 2019    | Нюрнберг, Германия | Грунт    | Юлия Путинцева     | 6-4 4-6 2-6 |
| 2. | 11 апреля 2021 | Богота, Колумбия   | Грунт    | Камила Осорио      | 7-5 3-6 4-6 |

### Финалы турнировWTA 125иITFв одиночном разряде (28)

#### Победы (20)
| Легенда:                    |
| --------------------------- |
| WTA 125 (3+1)*              |
| 100.000 USD (0+1)           |
| 80.000 (75.000)** USD (0)   |
| 60.000 (50.000)** USD (1+1) |
| 25.000 USD (10+2)           |
| 15.000 USD (0)              |
| 15.000 (10.000)** USD (6+2) |

** призовой фонд до 2017 года
| Титулы по покрытиям | Титулы по месту проведения матчей турнира |
| ------------------- | ----------------------------------------- |
| Хард (3+1)*         | Зал (0)                                   |
| Грунт (17+2)        | Зал (0)                                   |
| Трава (0)           | Открытый воздух (20+7)                    |
| Ковёр (0)           | Открытый воздух (20+7)                    |

* количество побед в одиночном разряде + количество побед в парном разряде.
| №   | Дата             | Турнир                          | Покрытие | Соперница в финале       | Счёт        |
| 1.  | 24 мая 2014      | Веленье, Словения               | Грунт    | Барбара Хаас             | 4-6 6-2 6-3 |
| 2.  | 14 июня 2015     | Баня-Лука, Босния и Герцеговина | Грунт    | Марина Качар             | 6-4 2-6 7-5 |
| 3.  | 28 июня 2015     | Телави, Грузия                  | Грунт    | Садафмо Толибова         | 6-4 6-1     |
| 4.  | 5 июля 2015      | Телави, Грузия                  | Грунт    | Сабина Славикович        | 6-3 6-3     |
| 5.  | 16 августа 2015  | Арад, Румыния                   | Грунт    | Шанталь Шкамлова         | 6-1 6-3     |
| 6.  | 20 сентября 2015 | Добрич, Болгария                | Грунт    | Полина Лейкина           | 6-3 6-2     |
| 7.  | 17 апреля 2016   | Хаммамет, Тунис                 | Грунт    | Алис Баске               | 6-1 6-0     |
| 8.  | 15 мая 2016      | Дьёр, Венгрия                   | Грунт    | Екатерина Александрова   | 6-4 6-4     |
| 9.  | 4 июня 2016      | Ходмезёвашархей, Венгрия        | Грунт    | Каролина Мухова          | 4-6 6-2 6-4 |
| 10. | 4 декабря 2016   | Сантьяго, Чили                  | Грунт    | Паула Кристина Гонсалвес | 6-1 6-4     |
| 11. | 17 декабря 2016  | Пуна, Индия                     | Хард     | Полина Монова            | 6-4 6-2     |
| 12. | 1 октября 2017   | Пула, Италия                    | Грунт    | Тереза Мрдежа            | 7-6(4) 7-5  |
| 13. | 12 ноября 2017   | Бендиго, Австралия              | Хард     | Оливия Роговска          | 5-7 6-1 6-0 |
| 14. | 25 февраля 2018  | Куритиба, Бразилия              | Грунт    | Фиона Ферро              | 7-5 6-4     |
| 15. | 8 апреля 2018    | Пула, Италия                    | Грунт    | Анастасия Гримальская    | 6-3 6-1     |
| 16. | 15 апреля 2018   | Пула, Италия                    | Грунт    | Миртиль Жорж             | 6-1 7-6(4)  |
| 17. | 10 июня 2018     | Бол, Хорватия                   | Грунт    | Магда Линетт             | 6-1 6-3     |
| 18. | 1 декабря 2018   | Пуна, Индия                     | Хард     | Карман Каур Тханди       | 6-3 6-4     |
| 19. | 9 июня 2019      | Бол, Хорватия                   | Грунт    | Сара Соррибес Тормо      | 7-5 7-5     |
| 20. | 10 сентября 2023 | Бари, Италия                    | Грунт    | Ребекка Шрамкова         | 3-6 7-5 6-1 |

#### Поражения (8)
| №  | Дата            | Турнир               | Покрытие    | Соперница в финале  | Счёт        |
| 1. | 9 мая 2015      | Бол, Хорватия        | Грунт       | Тена Лукас          | 2-6 3-6     |
| 2. | 30 августа 2015 | Баньятика, Италия    | Грунт       | Анне Шефер          | 6-2 1-6 2-6 |
| 3. | 10 апреля 2016  | Хаммамет, Тунис      | Грунт       | Ирина Мария Бара    | 3-6 3-6     |
| 4. | 24 декабря 2016 | Нави-Мумбаи, Индия   | Хард        | Лу Цзяцзин          | 3-6 1-6     |
| 5. | 12 февраля 2017 | Лонсестон, Австралия | Хард        | Джейми Лёб          | 6-7(4) 3-6  |
| 6. | 19 ноября 2017  | Тоёта, Япония        | Ковёр (зал) | Михаэла Бузарнеску  | 0-6 1-6     |
| 7. | 4 марта 2018    | Сан-Паулу, Бразилия  | Грунт       | Юлия Грабхер        | 4-6 6-3 2-6 |
| 8. | 16 октября 2022 | Монастир, Тунис      | Хард        | Кристина Младенович | 1-6 6-3 5-7 |

### Финалы турнировWTAв парном разряде (7)

#### Победы (4)
| №  | Дата             | Турнир                  | Покрытие   | Партнёр         | Соперник в финале                     | Счёт            |
| 1. | 29 сентября 2018 | Ташкент, Узбекистан     | Хард       | Ольга Данилович | Ирина-Камелия Бегу Ралука Олару       | 7-5 6-3         |
| 2. | 9 августа 2020   | Палермо, Италия         | Грунт      | Аранча Рус      | Элизабетта Кочаретто Мартина Тревизан | 7-5 7-5         |
| 3. | 15 ноября 2020   | Линц, Австрия           | Хард (зал) | Аранча Рус      | Луция Градецкая Катерина Синякова     | 6-3 6-4         |
| 4. | 11 июня 2022     | Хертогенбос, Нидерланды | Трава      | Эллен Перес     | Вероника Кудерметова Элизе Мертенс    | 6-3 5-7 [12-10] |

#### Поражения (3)
| №  | Дата             | Турнир             | Покрытие | Партнёр         | Соперник в финале                   | Счёт           |
| 1. | 15 сентября 2019 | Чжэнчжоу, Китай    | Хард     | Янина Викмайер  | Николь Мелихар Квета Пешке          | 1-6 6-7(2)     |
| 2. | 17 июля 2022     | Лозанна, Швейцария | Грунт    | Ульрикке Эйкери | Ольга Данилович Кристина Младенович | Без игры       |
| 3. | 1 октября 2022   | Парма, Италия      | Грунт    | Аранча Рус      | Анастасия Децюк Мириам Колодзиёва   | 6-1 3-6 [8-10] |

### Финалы турнировWTA 125иITFв парном разряде (12)

#### Победы (7)
| №  | Дата            | Турнир                   | Покрытие | Партнёрша             | Соперницы в финале                   | Счёт           |
| 1. | 26 апреля 2015  | Бол, Хорватия            | Грунт    | Пиа Цук               | Ева Загорац Наталья Сипек            | 6-1 6-1        |
| 2. | 8 августа 2015  | Тарвизио, Италия         | Грунт    | Пиа Цук               | Мария Мазини Джорджия Маркетти       | 6-1 6-4        |
| 3. | 9 октября 2016  | Пула, Италия             | Грунт    | Джил Тайхман          | Клаудиа Джовине Камилла Розателло    | 6-2 6-4        |
| 4. | 4 декабря 2016  | Сантьяго, Чили           | Грунт    | Гваделупа Перес Рохас | Усве Майтане Арконада Джорджа Брешиа | 6-3 7-6(5)     |
| 5. | 31 марта 2024   | Сан-Луис-Потоси, Мексика | Грунт    | Анна Бондар           | Лаура Пигосси Катажина Питер         | Без игры       |
| 6. | 12 мая 2024     | Трнава, Словакия         | Грунт    | Вероника Эрьявец      | Сабрина Сантамария Далила Якупович   | 6-4 6-4        |
| 7. | 17 августа 2024 | Кэри, США                | Хард     | Селин Неф             | Оксана Калашникова Ирина Шиманович   | 4-6 6-3 [11-9] |

#### Поражения (5)
| №  | Дата            | Турнир               | Покрытие | Партнёрша              | Соперницы в финале                      | Счёт              |
| 1. | 16 мая 2015     | Бол, Хорватия        | Грунт    | Пиа Цук                | Анастасия Комардина Зузана Лукнарова    | 2-6 6-0 [7-10]    |
| 2. | 12 февраля 2017 | Лонсестон, Австралия | Хард     | Джорджа Брешиа         | Моника Адамчак Николь Мелихар           | 1-6 2-6           |
| 3. | 23 декабря 2017 | Нави-Мумбаи, Индия   | Хард     | Пранджала Ядлапалли    | Хеорхина Гарсия Перес Диана Марцинкевич | 0-6 1-6           |
| 4. | 1 декабря 2018  | Пуна, Индия          | Хард     | Александрина Найденова | Анкита Райна Карман Каур Тханди         | 2-6 7-6(5) [9-11] |
| 5. | 13 ноября 2022  | Колина, Чили         | Грунт    | Маяр Шериф             | Яна Сизикова Алдила Сутджиади           | 1-6 6-3 [7-10]    |